# Hymie Weiss
Earl Weiss, známý jako Hymie Weiss ( 25. ledna 1898 – 11. října 1926 Chicago), byl polsko-americký gangster působící v Chicagu za období prohibice, byl přítelem a zástupcem Diona O'Baniona. Jeho největším protivníkem byl mafiánský boss Al Capone.

## Mládí
Podle jedné z verzí se narodil jako Earl J. Wojciechowski v roce 1898 v Polsku. Ve třech letech jeho rodina emigrovala do USA a změnila si jméno na Weiss.
Z údajů na úmrtním listu Earla Weisse však vyplývá, že se narodil v Chicagu a jeho rodiče William a Mary se narodili ve městě Buffalo ve státě New York. Není však jasné, kdy v tomto případě došlo ke změně jména rodiny Wojciechowski na Weiss.
Earl byl známý pod svou přezdívkou Hymie. Jako mladík se věnoval krádežím a loupežím. V Chicagu se seznámil s Dionem O'Banionem a spolu rozšířili svou trestnou činnost na otevírání trezorů, většinou pomocí nitroglycerinu.
V roce 1908 byl Hymie poprvé zatčen za loupež, když se snažil ukrást zboží v obchodě s parfémy.
24. června 1920 řekl jeho bratr Fred, který končil vojenskou službu, že Earl neslouží své vlasti, protože nešel na vojnu. Hymie kvůli této poznámce vytáhl pistoli a bratra postřelil.

## North Side Gang
Dion O'Banion dal dohromady skupinu mladých mužů, která si říkala North Side Gang. O'Banionovým zástupcem se stal Hymie Weiss. Skupina se specializovala na loupeže a vydírání. S příchodem prohibice se začala věnovat přepadávání aut s nákladem alkoholu, pašování a později i výrobě alkoholu. Gang tím nesmírně zbohatl. Začal být vážnou konkurencí Al Capona.
Hymie Weiss měl četné kontakty v Kanadě a zorganizoval síť, kterou se alkohol pašoval z Kanady do Chicaga. Často jezdil do Montrealu, a to buď kvůli vyřizování obchodů nebo za svou přítelkyní, Josephine Simard.
Ústředí gangu bylo ve druhém patře obchodu s květinami (William Schofield's Flower Shop), který částečně vlastnil O'Banion a jeho společník Samuel Morton. V roce 1923 Morton zemřel poté, co ho při vyjížďce na ranči shodil ze sedla kůň. Členové gangu druhý den koně zastřelili.

## Válka gangů
10. listopadu 1924 byl Dion O'Banion zavražděn. Hymie Weiss se stal jeho nástupcem a začal dělat všechno pro to, aby smrt svého přítele pomstil. Stalo by se tak v momentě, kdy by odstranil nejen bratry Genna, ale i Johnny Torria a Al Capona. Z Weissova gangu mu při této práci měli být největšími pomocníky Bugs Moran a Vincent Drucci.
První vážný útok na Al Capona provedl Weiss 12. ledna 1925. Al Capone však vyvázl bez zranění. Stejně tak skončil první útok na Torria.
24. ledna 1925 už byl Weiss úspěšnější. Johnny Torrio byl tak vážně zraněn, že se rozhodl odejít na odpočinek. Vedení mafiánského klanu předal Al Caponovi.
25. května 1925 zabil Hymie Weiss jednoho z bratrů Genna, Angela. (Bratrů bylo celkem šest – Angelo, Sam, Pete, Tony, Mike a Jim.) 13. června 1925 byl při přestřelce, do které se zapojili i policisté, zabit Mike Genna. Další z bratrů, Tony, zemřel 8. července 1925. Zbylí členové rodiny Genna se stáhli a do války gangů se už nezapojili.
Hymie Weiss se poté zaměřil na Al Capona. Pokoušel se zjistit jeho zvyky, např. tím, že zajal některého jeho řidiče nebo bodyguarda. Když mu však nic neřekli ani po mučení, zabil je. Stejně tak skončil šéfkuchař restaurace, do které Capone chodil, protože nechtěl Caponovi do jídla nasypat jed.
20. září 1926 obědval Al Capone se svým bodyguardem Frankem Riou v restauraci Hawthorne Inn (v hotelu, kde měl své kanceláře). Kolem restaurace projel konvoj několika aut, v nichž seděli Weissovi muži. Začali střílet. Vypálili dohromady přes 1 000 střel, Al Capona však nedostali. Zabit byl jen jeden z jeho společníků, Louis Barko. Po tomto incidentu se Al Capone pokusil vyjednat mír, jednání však skončilo neúspěšně. Hymie Weiss totiž požadoval odstranění Al Caponových mužů Alberta Anselmiho a Johna Scalise, kteří osobně O'Baniona zabili.

## Smrt
Těsně po incidentu v Hawthorne Inn si nedaleko Weissova ústředí (William Schofield's Flower Shop) pronajali byty muž jménem Oscar Lundin a žena, která se představila jako Theodore Schultz. Z obou bytů bylo dobře vidět na ulici před květinářstvím. Nájemníci zaplatili na několik týdnů dopředu a zmizeli. Místo nich se do místností nastěhovali Caponovi střelci.
11. října 1926 se Hymie Weiss vracel s několika svými společníky od soudu (jednalo se o případ Joe Saltise, šéfa spřízněného gangu). Když Weiss a jeho muži vystoupili z auta, začala z okna jednoho z pronajatých bytů palba. Není jasné, zda se střílelo i z druhého bytu, našly se tam však také zbraně. Al Capone měl navíc nejméně jednu zálohu v automobilu, který stál na ulici a po ukončení střelby odjel. I z něj se údajně střílelo.
Hymie Weiss byl zasažen deseti ranami. Byl převezen do nemocnice, krátce nato tam však svým zraněním podlehl. Policisté pak našli v jeho kapse papírek, na kterém bylo dvanáct jmen. Později se zjistilo, že se jednalo o jména soudců, kteří měli figurovat v případu Saltis.
Hymiemu Weissovi bylo v době smrti 28 let.
Vedení gangu North Side Gang převzal Vincent Drucci, který však byl v roce 1927 zabit. Do čela skupiny se postavil Bugs Moran.